# Макаревич, Анатолий Васильевич
Анато́лий Васи́льевич Макаре́вич (род. 19 мая 1970, Крупки, Минская область) — советский и белорусский легкоатлет, специалист по бегу на средние дистанции. Выступал за сборные СССР, СНГ и Белоруссии по лёгкой атлетике в первой половине 1990-х годов, призёр первенств национального значения, рекордсмен страны, участник летних Олимпийских игр в Барселоне.

## Биография
Анатолий Макаревич родился 19 мая 1970 года в городе Крупки Минской области Белорусской ССР. Впоследствии постоянно проживал в Минске.
Впервые заявил о себе на взрослом всесоюзном уровне в сезоне 1991 года, когда выиграл бронзовую медаль в беге на 800 метров на чемпионате страны, проходившем в рамках X летней Спартакиады народов СССР в Киеве.
В 1992 году на соревнованиях в немецком Штутгарте установил свой личный рекорд и национальный рекорд Белоруссии на дистанции 800 метров в помещении — 1:46.22. С этим результатом вошёл в состав Объединённой команды, собранной из спортсменов бывших советских республик, и выступил на чемпионате Европы в помещении в Генуе, где в финале 800 метров финишировал пятым. Благодаря череде удачных выступлений удостоился права выступить на летних Олимпийских играх в Барселоне — в программе бега на 800 метров дошёл до стадии полуфиналов. Также в этом сезоне на соревнованиях в немецком Кобленце установил личный рекорд в дисциплине 800 метров на открытом стадионе — 1:44.84. В той же дисциплине занял шестое место на Кубке мира в Гаване.
После распада Советского Союза Макаревич ещё в течение некоторого времени оставался действующим спортсменом и продолжал принимать участие в крупнейших международных стартах в составе белорусской национальной сборной. Так, в 1993 году он представлял Белоруссию на чемпионате мира в Штутгарте, где остановился в четвертьфинале дистанции 800 метров.
В 1994 году стартовал на чемпионате Европы в помещении в Париже, занял девятое место на Играх доброй воли в Санкт-Петербурге.
Завершил спортивную карьеру по окончании сезона 1995 года.
С 2009 года в Крупках проводится традиционный легкоатлетический турнир на призы Анатолия Макаревича.